# Celse (philosophe)
Pour les articles homonymes, voir Celse.
Celse est un philosophe romain du IIe siècle qui écrivait en grec ancien. Il est l’auteur d’un ouvrage analytique et articulé, Discours véritable (en grec ancien : Λόγος Ἀληθής), rédigé vers 178. Il s’agit d’un ouvrage dans lequel il attaque le christianisme naissant par les armes du raisonnement et du ridicule. Le texte original est perdu, mais la majeure partie nous en est parvenue par les extraits substantiels cités par son grand contradicteur Origène dans son ouvrage Contre Celse (composé vers 248), réfutation du Discours véritable.

## La personne et la vie de Celse
De la personne et de la vie de Celse, nous ne savons que ce qu'il nous confie lui-même dans son Discours véritable contre les chrétiens, et ce que nous en rapporte, avec beaucoup d'incertitudes[réf. nécessaire], son réfutateur, Origène. Celse indique notamment qu'il a voyagé en Palestine, en Phénicie et en Égypte.

### Formation intellectuelle
Celse était un esprit cultivé, connaissant bien la littérature et la philosophie grecques. Il fut un platonicien (le moyen platonisme du IIe siècle), mais également pénétré de stoïcisme, et même d'épicurisme. C'est aussi un bon connaisseur de l'Ancien et du Nouveau Testament ainsi que de quelques écrits chrétiens.

#### Quel Celse?
Origène identifie[réf. nécessaire] l'auteur du Discours véritable avec le Celse auteur d'un livre contre les magiciens, et auquel Lucien de Samosate dédia vers 180 son traité Alexandre ou Le Faux Prophète (consacré à Alexandre d'Abonotique). Origène déclare, dans Contre Celse, I, 8, que les autres ouvrages de son adversaire [Celse] prouvent qu'il était épicurien. Cependant, dans d'autres passages, Origène ne semble plus certain d'avoir affaire à un disciple d'Épicure.
Louis Rougier incline à penser que le « Celse d'Origène » et le « Celse ami de Lucien » sont une seule et même personne, dans la mesure où il est peu probable que deux auteurs homonymes et contemporains se soient tous deux acharnés à « dépister l'imposture » avec la même « salubrité intellectuelle ». Selon L. Rougier, Celse, qui apparaît surtout dans son Discours véritable comme un platonicien, a pu être aussi épicurien : « en philosophie, Celse, comme la plupart de ses contemporains, est un éclectique ». En revanche, Michel Fédou serait tenté de considérer que l'auteur du Discours véritable et l'épicurien ami de Lucien de Samosate sont deux personnes différentes. Le premier, en effet, « reflétait avant tout les tendances du moyen platonisme au IIe siècle de notre ère ».

## LeDiscours véritable
Le Discours véritable, parfois appelé plus explicitement par les éditeurs Discours contre les chrétiens, est l'un des plus anciens ouvrages de critique contre le christianisme. À son époque, peu de personnes semblent s’intéresser de près à cette religion issue du judaïsme, divisée en de nombreuses sectes et ayant mauvaise réputation, si l'on en croit son introduction.
Celse n'y oppose pas les religions grecque ou romaine traditionnelles telles quelles, mais une religion syncrétique fondée sur un être suprême dont les dieux des panthéons païens ne sont que des représentations, et associée à l'enseignement des grands philosophes grecs. Ce n'est donc pas le monothéisme en soi qu'il reproche aux chrétiens (et aux juifs), mais plutôt le fait qu'ils s'approprient l'« Être suprême » à leur seul profit.
Si Celse ne prête que peu de crédit aux rumeurs sur les messes secrètes, il pense que cette religion représente un danger sur les plans religieux, politique et social :
- Du point de vue religieux, il récuse les prétentions chrétiennes (et juives) à être la seule vraie religion. Il conteste le statut divin de Jésus de Nazareth et il affirme que ce n'est qu'un simple mortel, le chef spirituel d'une secte, dont l'histoire a été enjolivée par les chrétiens en s'inspirant entre autres de mythes païens. Il effectue une critique des principaux récits fondateurs bibliques, et de la théologie chrétienne.
- En matière philosophique et morale, il récuse toute supériorité morale du christianisme sur les religions païennes. Il déclare que la morale chrétienne n'a pas de réelle originalité, qu'elle est copiée de la morale préexistante des philosophes, mais présentée de façon vulgaire et stupide.
- Au-delà des aspects religieux et philosophique, « c'est surtout son aspect politique et social qui représente pour Celse le vrai danger du christianisme ». Le christianisme est persécuté par l'Empire romain pour des raisons politiques, les chrétiens refusant d'accomplir certains devoirs civiques et de se plier aux actes de la « religion civile » du culte de l'empereur.

Dans son ouvrage, Celse affirme que les chrétiens sont en fait des révolutionnaires refusant la discipline citoyenne et mettant ainsi en danger non seulement l’Empire, mais toute civilisation elle-même si elle se généralisait. Il prédit que l’Empire tombera ainsi aux mains des Barbares. De même, il reproche aux chrétiens d’être, de leur propre aveu, prêts à séduire les empereurs romains, « voire les éventuels vainqueurs de ces derniers ».

## Extraits[Où?]
« Il est une race nouvelle d'hommes nés d'hier, sans patrie ni traditions, ligués contre toutes les institutions religieuses et civiles, poursuivis par la justice, universellement notés d'infamie, mais se faisant gloire de l'exécration commune : ce sont les chrétiens […]. »
« Dans ces derniers temps, les chrétiens ont trouvé parmi les juifs un nouveau Moïse qui les a séduits mieux encore. Il passe auprès d'eux pour le fils de Dieu et il est l'auteur de leur nouvelle doctrine […]. On sait comment il a fini. Vivant, il n'avait rien pu faire pour lui-même ; mort, dites-vous, il ressuscita et montra les trous de ses mains. Mais qui a vu tout cela ? […] »
« Soutenez l'empereur de toutes vos forces, partagez avec lui la défense du droit ; combattez pour lui si les circonstances l'exigent ; aidez-le dans le commandement de ses armées. Pour cela, cessez de vous dérober aux devoirs civils et au service militaire ; prenez votre part des fonctions publiques, s'il le faut, pour le salut des lois et la cause de la piété. »

### Contre l'anthropocentrisme
Celse dénonce[Où ?] aussi l'anthropocentrisme, qui est un aspect important du christianisme (et dans une moindre mesure, du stoïcisme, puisqu'il précise que ce n'est pas seulement au créationnisme juif, tel qu'il lui apparaît, qu'il reproche l'idée que l'homme peut disposer des créatures selon les courbures de son cœur) :

« Ce monde n'a pas été fait en vue de l'homme plutôt qu'en vue du lion, de l'aigle ou du dauphin. Il a été fait de telle sorte qu'il fût parfait et achevé comme il convenait à l’œuvre de Dieu ; et c'est pourquoi toutes les parties qui le composent ne sont pas ajustées à la mesure de l'une d'entre elles, mais chacune concerte à l'effet d'ensemble et en dépend. C'est uniquement de cet ensemble que Dieu prend soin ; c'est lui que la Providence n'abandonne jamais. (…) Dieu ne s'irrite pas plus au sujet des hommes qu'au sujet des singes ou des rats. Il ne menace aucun être. »

« Si donc les oiseaux, pour ne parler que d'eux, nous dévoilent par des signes [leur langage sacré] tout ce que Dieu leur a révélé, il suit de là qu'ils vivent dans une intimité plus étroite que nous avec la Divinité, nous surpassant en cette science et sont plus chers à Dieu que nous. »

### Édition du texte
- (en) Édition de K. J. Neumann dans Scriptores Graeci qui Christianam impugnaverunt religionem

### Traductions
- Celse contre les chrétiens (Discours vrai, 178), trad. Louis Rougier, Paris, Éditions du siècle, 1925  (ISBN 978-2-85984-005-1)La 22e édition (1997)  (ISBN 978-2-86980-022-9)
- Origène (Introduction, texte critique, traduction et notes par Marcel Borret, s.j.), Contre Celse, t. 5, Cerf, coll. « Sources chrétiennes » (no 132-136-147-150-227), 1967-1976
- (de) Origène : Acht Bücher gegen Celsus, übersetzt von Paul Koetschau, München, Josef Kösel, 1927.
- (de) Celsus, Gegen die Christen, übersetzt von Th. Keim (1873) [Celsus' Wahres Wort], rééd. : Munich, Matthes & Seitz, 1991  (ISBN 978-3-88221-350-8)
- (de) N. Brox, K. Niederwimmer, H. E. Lona, et al. (éd.), Die « Wahre Lehre » des Kelsos. Übersetzt und erklärt von Horacio E. Lona, Reihe : Kommentar zu frühchristlichen Apologeten (KfA, Suppl.-Vol. 1), Freiburg, Herder, 2005, 510 p.,  (ISBN 978-3-45128-599-8)

### Études contemporaines
- (en) James Carleton Paget (dir.) et Simon Gathercole (dir.), Celsus in his World : Philosophy, Polemic and Religion in the Second Century, Cambridge University Press, 2021 (ISBN 978-1-108-83244-1).
- (en) Matthew R. Crawford, « Tatian, Celsus, and Christianity As “Barbarian Philosophy” in the Late Second Century », dans Lewis Ayres et H. Clifton Ward (éds.), The Rise of the Christian Intellectual, Berlin, de Gruyter, 2020 (ISBN 9783110608632), p. 45–80.
- (en) Stephen Goranson, « Celsus of Pergamum : Locating a Critic of Early Christianity », dans D. R. Edwards et C. T. McCollough (éds.), The Archaeology of Difference : Gender, Ethnicity, Class and the ‘Other’ in Antiquity, Boston, American Schools of Oriental Research, 2007 (ISBN 978-0897570701), p. 363–69.
- Alain Le Boulluec, Alexandrie antique et chrétienne : Clément et Origène, Institut d'études augustiniennes, coll. « Collection des études augustiniennes », 2012, 2e éd. (ISBN 978-2-85121-259-7), chap. 20 (« Vingt ans de recherches sur le Contre Celse : état des lieux »).
- Michel Fédou, Christianisme et religions païennes dans le Contre Celse d'Origène, Beauchesne, 1988.

### Études anciennes
- Jean Coryn, « Nouvelles remarques sur Celse et le Discours vrai », Cahiers du Cercle Ernest Renan, no 14,‎ 2e trimestre 1957
- (de) Article dans Hauck-Herzog’s Realenzyklopädie für protestantische Theologie und Kirche[Où ?]
- (en)  Turner, W., Celsus the Platonist - Catholic Encyclopedia, 1908 [lire en ligne (page consultée le 3 décembre 2023)]
- Élysée Pélagaud, Étude sur Celse et la première escarmouche entre la philosophie antique et le christianisme naissant, Lyon, H. Georg, 1878, XIX-463 p., in-8°.
- (de) Theodor Keim, Gegen die Christen (1873) [Celsus' Wahres Wort], rééd. : Munich, Matthes & Seitz, 1991  (ISBN 978-3-88221-350-8).
- (en) W. Moeller, History of the Christian Church, i.169 ff.
- (en) Adolf von Harnack, Expansion of Christianity, ii. 129 if.
- (en) James Anthony Froude, Short Studies, iv.